# Deutsches Institut für Bautechnik

Logo des DIBt

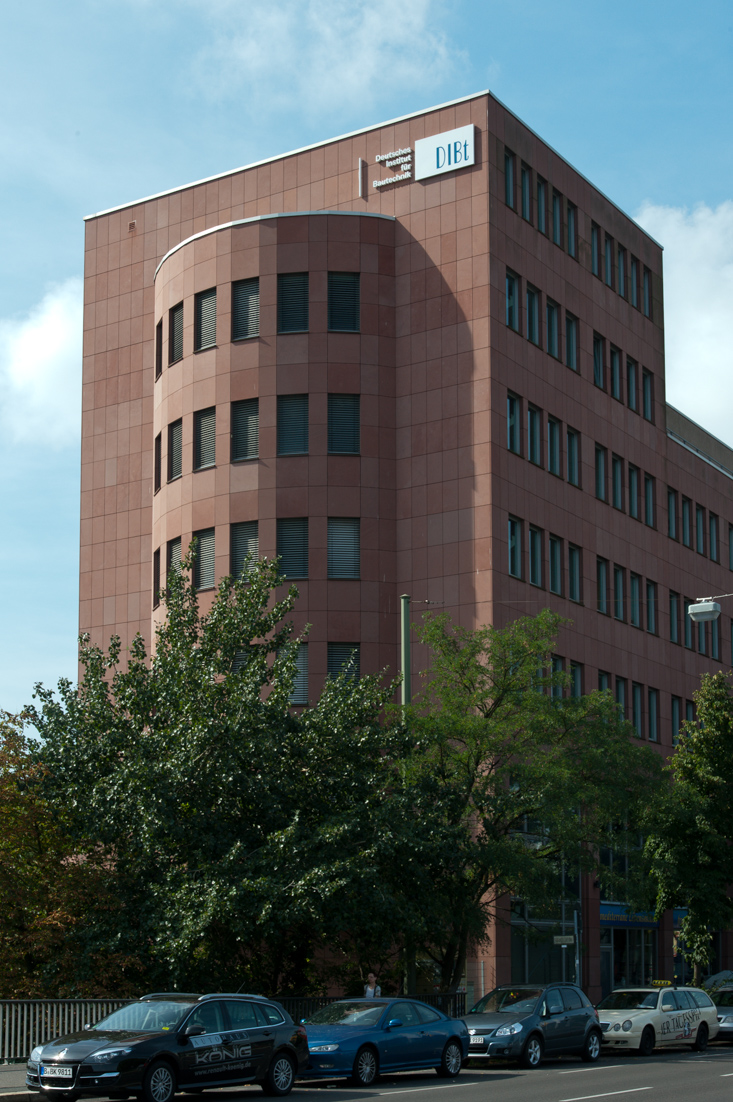
DIBt, Berlin – Außenansicht

Das Deutsche Institut für Bautechnik (DIBt) ist eine technische Behörde im Baubereich. Das Institut übt seine Tätigkeit auf Grundlage eines zwischen Bund und Ländern geschlossenen Abkommens aus. Seine wichtigste Aufgabe ist die Zulassung bzw. Genehmigung von regelungsbedürftigen Bauprodukten und Bauarten. Das Institut hat seinen Sitz in Berlin.

## Aufgaben / Tätigkeitsbereiche
Das DIBt
- erteilt allgemeine bauaufsichtliche Zulassungen und allgemeine Bauartgenehmigungen und Gutachten[2] für Bauprodukte und Bauarten.
- stellt Europäische Technische Bewertungen[3] für Bauprodukte nach der EU-Bauproduktenverordnung aus.
- stellt Gutachten über die Einhaltung von Bauwerksanforderungen durch Bauprodukte aus.
- erteilt Zustimmungen im Einzelfall (ZiE) und vorhabenbezogene Bauartgenehmigungen (vBG) für das Land Berlin[4]
- veröffentlicht im Auftrag der Länder die Muster-Verwaltungsvorschrift Technische Baubestimmungen (MVV TB).[5]
- überprüft als Bautechnisches Prüfamt Standsicherheitsnachweise für bauliche Anlagen, die in ähnlicher Ausführung an unterschiedlichen Standorten verwendet werden sollen (sogenannte Typenprüfung).[6]
- erkennt Prüf-, Überwachungs- und Zertifizierungsstellen nach den Landesbauordnungen an bzw. überprüft in Auftrag der Länder die Erfüllung der Anerkennungsvoraussetzungen.[7]
- notifiziert unabhängige Drittstellen (sogenannte notifizierte Stellen), die die Leistungsbeständigkeit CE-gekennzeichneter Bauprodukte bewerten und überprüfen.[8]
- ist als gemeinsame Marktüberwachungsbehörde der Länder in der Marktüberwachung CE-gekennzeichneter Bauprodukte tätig.[9]
- fungiert als Registrierstelle für Energieausweise und Inspektionsberichte für Klimaanlagen nach dem Gebäudeenergiegesetz (GEG). Zusätzlich ist es für die elektronischen Stichprobenkontrollen (Stufe 1) verantwortlich.[10]
- fördert die Bauforschung.[11]
- vertritt bauaufsichtliche Belange in der Normung.[12]
- wurde von zahlreichen Bundesländern als zuständige Behörde für den Schutz vor Radioaktivität in Bauprodukten nach §§ 134,135 StrlSchG benannt.[13]
- nimmt die Aufgabe der Produktinformationsstelle für das Bauwesen – Deutschland[14] wahr und informiert die Marktakteure in dieser Funktion über die Regelungen zum Marktzugang und zur Verwendung von Bauprodukten in Deutschland.
- stellt die EU-Referentinnen und EU-Referenten der Bauministerkonferenz, die auf Weisung der Bauministerkonferenz die Interessen der Bundesländer gegenüber EU und Bund vertreten und für einen guten Informationsfluss sorgen.[15]

Im Fokus der Arbeit des DIBt steht die Wahrung öffentlicher Interessen, insbesondere in Bezug auf Standsicherheit, Brandschutz, Gesundheits- und Umweltschutz, Schall- und Wärmeschutz, Energieeinsparung, Nachhaltigkeit, Sicherheit in der Nutzung sowie Gewässerschutz.

## Geschichte
Bauaufsicht und Bauordnungsrecht fielen nach dem Zweiten Weltkrieg in der Bundesrepublik Deutschland in den Zuständigkeitsbereich der Bundesländer. Bei der Zulassung von Bauprodukten sahen diese sich mit zwei Problemen konfrontiert: Zum einen wuchs die fachliche Komplexität der Zulassungsverfahren und die Zahl an neuen Produkten und Konstruktionen in der Zeit des Wirtschaftswunders stark an. Zum anderen forderte die Baustoffindustrie Zulassungen mit bundesweiter Gültigkeit. Als Antwort darauf wurde 1968 auf Grundlage eines Bund-Länder-Abkommens das Institut für Bautechnik gegründet. Das Institut übernahm (bundeseinheitlich) das Zulassungswesen und im Lauf der Zeit zahlreiche weitere bautechnische Aufgaben.
Nach der Wiedervereinigung traten 1993 auch die neuen Bundesländer dem Gründungsabkommen bei. Das Institut wurde in Deutsches Institut für Bautechnik (DIBt) umbenannt. Unter der Abkürzung DIBt ist das Institut in Fachkreisen weit über die Bundesgrenzen hinaus bekannt.

## Organisation
Das DIBt ist eine rechtsfähige Anstalt des öffentlichen Rechts. Es wird seit 2009 von Gerhard Breitschaft geleitet.
Über die grundsätzlichen Angelegenheiten des Instituts entscheidet der DIBt-Verwaltungsrat, der mit Vertreterinnen und Vertretern der Länder und des Bundes besetzt ist.
Die Fach- und Rechtsaufsicht über das Institut führt die für das Bauwesen zuständige Senatsverwaltung für Stadtentwicklung, Bauen und Wohnen des Landes Berlin.
Das DIBt ist in fünf Abteilungen gegliedert:
- Abteilung I – Konstruktiver Ingenieurbau
- Abteilung II – Gesundheits- und Umweltschutz, GEG-Registrierstelle
- Abteilung III – Bauphysik, Technische Gebäudeausrüstung
- Abteilung P – Präsidialabteilung
- Abteilung ZD – Zentrale Angelegenheiten

Die Abteilungen I bis III betreuen die bautechnischen Schwerpunkte Standsicherheit, Gesundheits- und Umweltschutz sowie Bauphysik und Technische Gebäudeausrüstung. Hauptaufgaben dieser technischen Abteilungen sind die Erteilung von allgemeinen bauaufsichtlichen Zulassungen und Europäischen Technischen Bewertungen für Bauprodukte und die Genehmigung von Bauarten, die Erarbeitung und Begleitung von technischen Regeln, sowie weitere Fachaufgaben mit bautechnischem Schwerpunkt.
Die Präsidialabteilung bündelt die Kompetenzen des DIBt in den Bereichen Bauaufsichts- und Bauproduktenrecht. Zudem sind hier horizontale Koordinationsaufgaben angesiedelt.
In der Abteilung Zentrale Angelegenheiten stehen Haushalt und Beschaffung, Personal/HR und IT, Serviceleistungen für das Haus sowie Öffentlichkeitsarbeit und internationale Beziehungen im Mittelpunkt.
In seiner fachlichen Arbeit wird das DIBt von ehrenamtlichen Sachverständigen aus Wissenschaft, Wirtschaft und Verwaltung unterstützt. Diese sind in produkt- und themenspezifischen Sachverständigenausschüssen organisiert.  Zudem wird das Institut von Ausschüssen für Grundsatzfragen in technischen und rechtlichen Fragen beraten.

## Rechtsgrundlagen
Aufgaben und Struktur des Deutschen Instituts für Bautechnik ergeben sich aus dem Abkommen über das Deutsche Institut für Bautechnik (DIBt-Abkommen) und einem ergänzenden Verwaltungsabkommen. Die Bestimmungen des DIBt-Abkommens sind Bestandteil des Gesetzes über das Deutsche Institut für Bautechnik vom 22. April 1993, in der jeweils gültigen Fassung. Organisatorische Einzelheiten regelt die Satzung des Deutschen Instituts für Bautechnik.
Wichtigste Rechtsgrundlage für die bautechnische Tätigkeit des Instituts im nationalen Bereich sind die Landesbauordnungen. Diese lehnen sich an die von der Bauministerkonferenz erarbeitete Musterbauordnung an.
Für bestimmte Bauprodukte und Bauarten überprüft das Institut zudem die Einhaltung der wasserbaurechtlichen Vorschriften.
Die Tätigkeit des Instituts als Registrierstelle für Energieausweise und für Inspektionsberichte für Klimaanlagen sowie als Kontrollstelle für elektronische Stichprobenkontrollen stützt sich primär auf das Gebäudeenergiegesetz (GEG).
Die Anerkennung von PÜZ-Stellen erfolgt auf Grundlage der Landesbauordnungen in Verbindung mit den Landesverordnungen über die Anerkennung als Prüf-, Überwachungs- und Zertifizierungsstelle nach Bauordnungsrecht.
Die Aufgaben des DIBt als zuständige Behörde für den Schutz vor Radioaktivität in Bauprodukten ergeben sich aus §§ 134, 135 des Strahlenschutzgesetzes.
Wichtigste Rechtsgrundlage für die Tätigkeit des Instituts im europäischen Bereich ist die EU-Bauproduktenverordnung (Verordnung (EU) Nr. 305/2011).
Struktur und Verfahren der Marktüberwachung sind bereichsübergreifend in der Verordnung (EU)2019/1020 geregelt.

## Netzwerk
Der Austausch mit der Fachwelt ist ein wichtiger Teil der technischen Arbeit des DIBt. Auf nationaler Ebene engagiert sich das DIBt unter anderem in folgenden Organisationen und Wissensnetzwerken: Deutscher Ausschuss für Stahlbeton (DAfStb), Deutscher Ausschuss für Stahlbau (DASt), Deutsche Gesellschaft für Geotechnik (DGGT), Deutscher Verband für das Schweißen und verwandte Verfahren (DVS), Deutsche Vereinigung für Wasserwirtschaft, Abwasser und Abfall (DWA), Fraunhofer-Informationszentrum Raum und Bau (IRB) sowie Verein Deutscher Ingenieure (VDI). Zudem beteiligt es sich aktiv an den Normungsaktivitäten des Deutschen Instituts für Normung (DIN) und kooperiert mit der Deutschen Akkreditierungsstelle (DAkkS).
Auf europäischer Ebene ist das DIBt u. a. in folgenden Gremien aktiv:
- Europäische Organisation für Technische Bewertung (EOTA)[20]
- Europäische Union für das Agrément im Bauwesen (UEAtc)[21]
- Europäisches Komitee für Normung (CEN)
- Ständiger Ausschuss für das Bauwesen (StAB)
- Expertengruppe Brand (EGF)
- Expertengruppe gefährliche Stoffe (EGDS)
- Arbeitsgruppe zur Marktüberwachung nach EU-Bauproduktenverordnung (AdCo CPR)

Zudem gehört das DIBt dem Weltverband der Organisationen für technische Bewertungen (WFTAO) und dem Ausschuss für systemübergreifende Zusammenarbeit im Bereich der Regelungssysteme im Bauwesen (IRCC) an.